# 查塔努加戰役

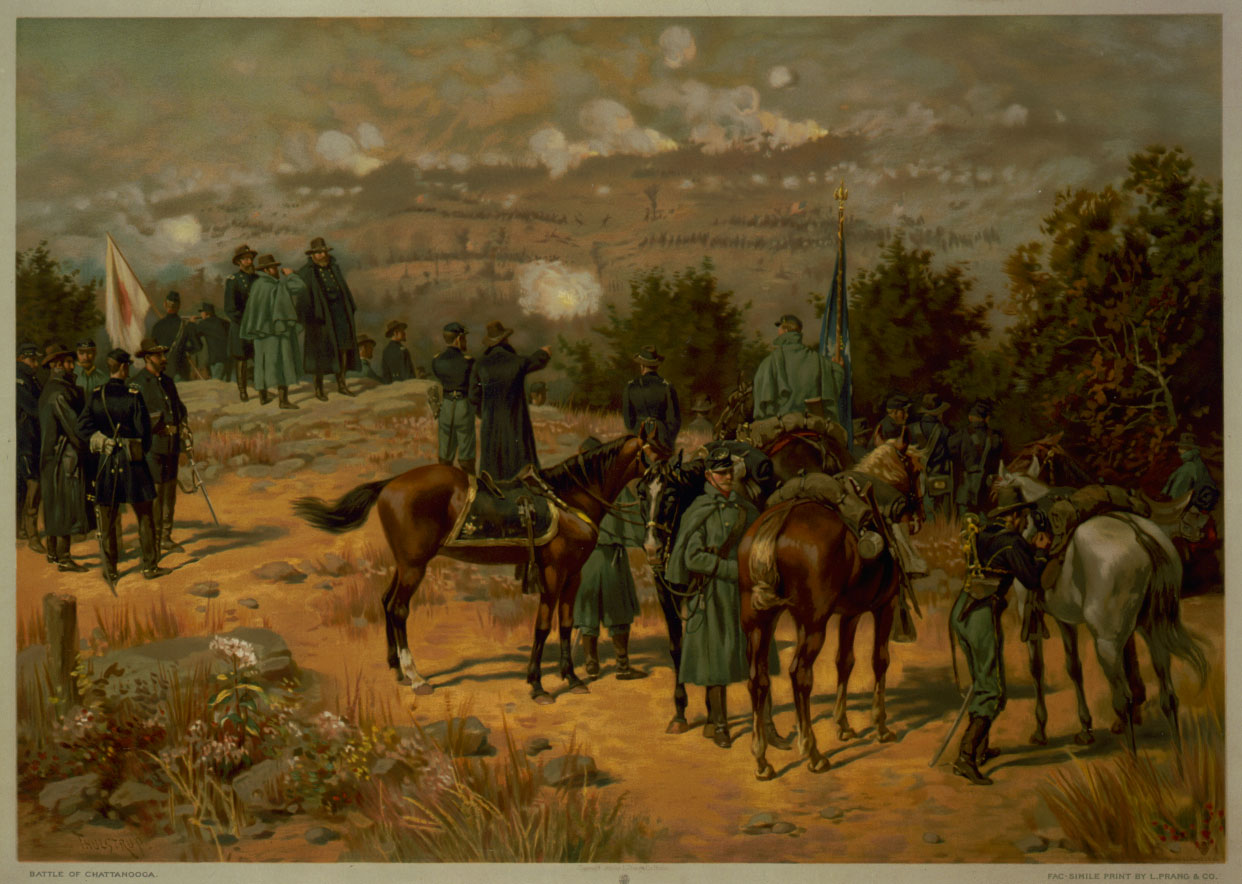
查塔努加戰役

查塔努加战役是1863年9月底至11月底在美利堅聯盟國實際控制下的田納西州爆發的战斗，是南北战争的一部分。 9月，美國联邦军在奇卡莫加战役中失利。之後邦聯軍占领了查塔努加周围的高地，並圍困固守在查塔努加的美國联邦军。之後大量聯邦軍馳援查塔努加。邦聯軍被聯邦軍擊潰，並撤退至多爾頓。此次戰役意味著田纳西州最后一个重要據點落入聯邦手中，並為聯邦軍進攻美國深南部奠定基礎。此次戰役過後，隨之而來的就是亚特兰大战役。